# Trixxo Arena
De Trixxo Arena in Hasselt is de grootste zaal van het Grenslandhallencomplex, nu Park H. De Trixxo Arena heeft een bruto vloeroppervlakte van 13.600 m² en een maximumcapaciteit van meer dan 16.000 personen zittend of meer dan 21.000 personen staand. Ze wordt onder andere gebruikt voor concerten, sportevenementen, spektakels en congressen.
In 2005 was de Ethias Arena de locatie van het Junior Eurovisiesongfestival

## Geschiedenis
De Grenslandhallen bestonden aanvankelijk uit twee hallen, maar in 2000 bleek er uit een studie dat er nood was aan een uitbreiding. Om groter beurzen te kunnen aantrekken, was er een grotere beursoppervlak nodig. In 2001 was er het idee om Hal 4 om te bouwen tot een Congrestheater. In 2002 werd, in samenwerking met Studio 100, een toneeltoren gebouwd en werden vergaderzalen en kleedruimtes toegevoegd aan de Grenslandhallen. De hal kreeg daarnaast een opvouwbare tribune. Vanaf dat moment kon er naast beurzen ook concerten en musicals plaatsvinden.
In maart 2004 startte de bouw van de Ethias Arena en een extra parking. Zes maand later werd deze plechtig geopend. Voortaan zou deze gebruikt worden als concertzaal en voor sportevenementen. In 2005 volgde de bouw van een nieuwe hal die werd omgevormd tot Plopsa Indoor. Ondanks deze successen, kampte de VZW met financiële problemen. De uitbating werd geprivatiseerd en kwam in 2012 in handen van de Sportpaleis Group, met uitzondering van Plopsa Indoor. 
In de zomer van 2012 startte de Sportpaleis Group met grondige verbouwingen. De lege loods werd omgetoverd naar een efficiënte en gezellige evenementenhal. De zaal kan tussen de 4.000 en 18.000 bezoekers ontvangen.
Nog geen jaar later volgde opnieuw een verbouwingsfase met de akoestische isolatie van de Ethias Arena. Sinds de voltooiing van de dakwerken kunnen hier bijna alle soorten evenementen plaatsvinden, elk met hun specifieke geluidsspectrum. Het Congrestheater werd toen omgevormd naar een volwaardig en zelfstandig theater met de nieuwe naam Ethias Theater. 
In 2018 werd de naam Grenslandhallen veranderd in Park H, samen met de komst van Expo Hasselt.  
Sinds einde 2004 hebben al verschillende grote artiesten in de Ethias Arena opgetreden waaronder Destiny's Child, Tiësto, André Rieu, Frans Bauer, Get Ready!, Fugees, Clouseau, Natalia, Dana Winner en Rob de Nijs.
Een jaarlijks evenement is onder andere het Schlagerfestival.
Het complex trekt elk jaar meer dan 1 miljoen bezoekers aan.
In augustus 2021 wijzigde de naam van Ethias Arena in Trixxo Arena nadat uitzendkantoor Trixxo de nieuwe hoofdsponsor van de evenementenhal werd.

## Capaciteit
De Trixxo Arena heeft een bruto vloeroppervlakte van 13.600 m², de zaalindeling kan desgewenst van dag tot dag veranderd worden.

### Maximumaantal toeschouwers[2]
Receptie
- 10.000

Congres
- 12.000

Concert
- 17.000 zitplaatsen

Of
- 21.500 staanplaatsen

## Belangrijke feiten
- In 2005 vond in de Ethias Arena het Junior Eurovisiesongfestival plaats.
- Op 13 oktober 2007 vonden in Hasselt de TMF-Awards plaats met een recordopkomst van meer dan 19 000 bezoekers.
- Op 12 april 2008 was er de eerste editie van I love the 90's - The party, met meer dan 21 000 bezoekers was het de grootste fuif ooit in een evenementenhal in België.